# Oscar Wester
Oscar Wester, född 21 juni 1995 i Stockholm, är en svensk freestyleskidåkare som ingår i Sveriges slopestylelandslag. Han kom sjua i VM i slopestyle i Voss 2013, och tävlade för Sverige vid Vinter-OS i Sotji där han slutade på 18:e plats.

## Tävlingsresultat
2014
- 1:a Nine Knights, Big Air, Livigno, Italien
- 1:a Jon Olsson Invitational, Big Air, Åre, Sverige
- 1:a SFR-touren, slopestyle (totalseger)
- 1:a SFR-touren, slopestyle, La Clusaz, Frankrike
- 1:a SFR-touren, slopestyle, Val Thorens, Frankrike
- 3:a SFR-touren, slopestyle, Vars, Frankrike
- Kval X-Games 2015, Aspen, Colorado

2013
- 1:a Swedish Slopestyle Tour, Lindvallen

## Sponsorer
Oakley, Red Bull och Salomon.